# Carretera Estatal de Idaho 69
La Carretera Estatal de Idaho 69, y abreviada SH 69 (en inglés: Idaho State Highway 69) es una carretera estatal estadounidense ubicada en el estado de Idaho. La carretera inicia en el sur desde Kuna hacia el norte en la I 84     en Meridian. La carretera tiene una longitud de 13 km (8.068 mi).

## Mantenimiento
Al igual que las autopistas interestatales, y las rutas federales y el resto de carreteras estatales, la Carretera Estatal de Idaho 69 es administrada y mantenida por el Departamento de Transporte de Idaho por sus siglas en inglés ITD.